# Poliedru sferic

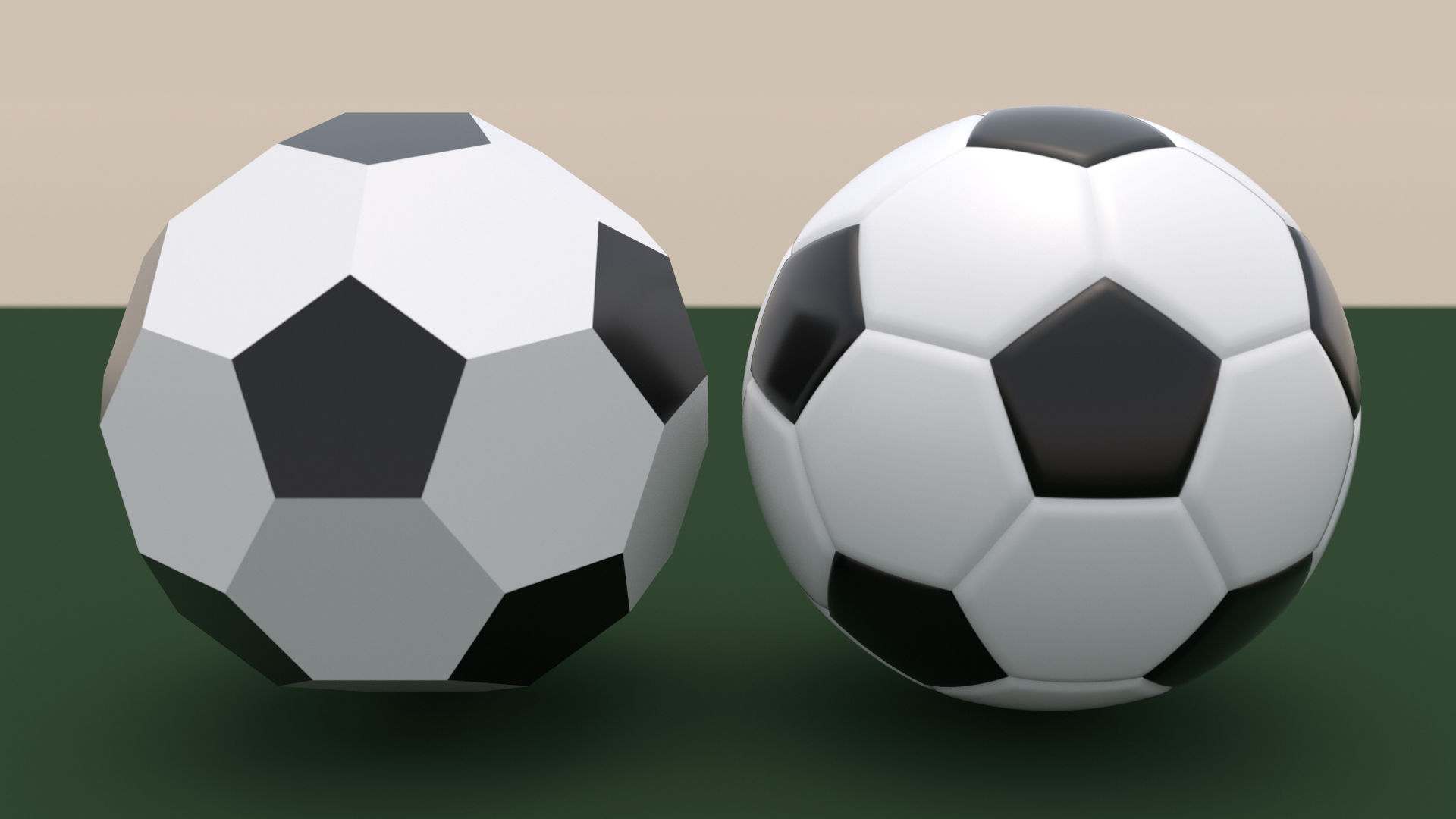
Cel mai cunoscut poliedru sferic este mingea de fotbal, gândită ca un icosaedru trunchiat sferic

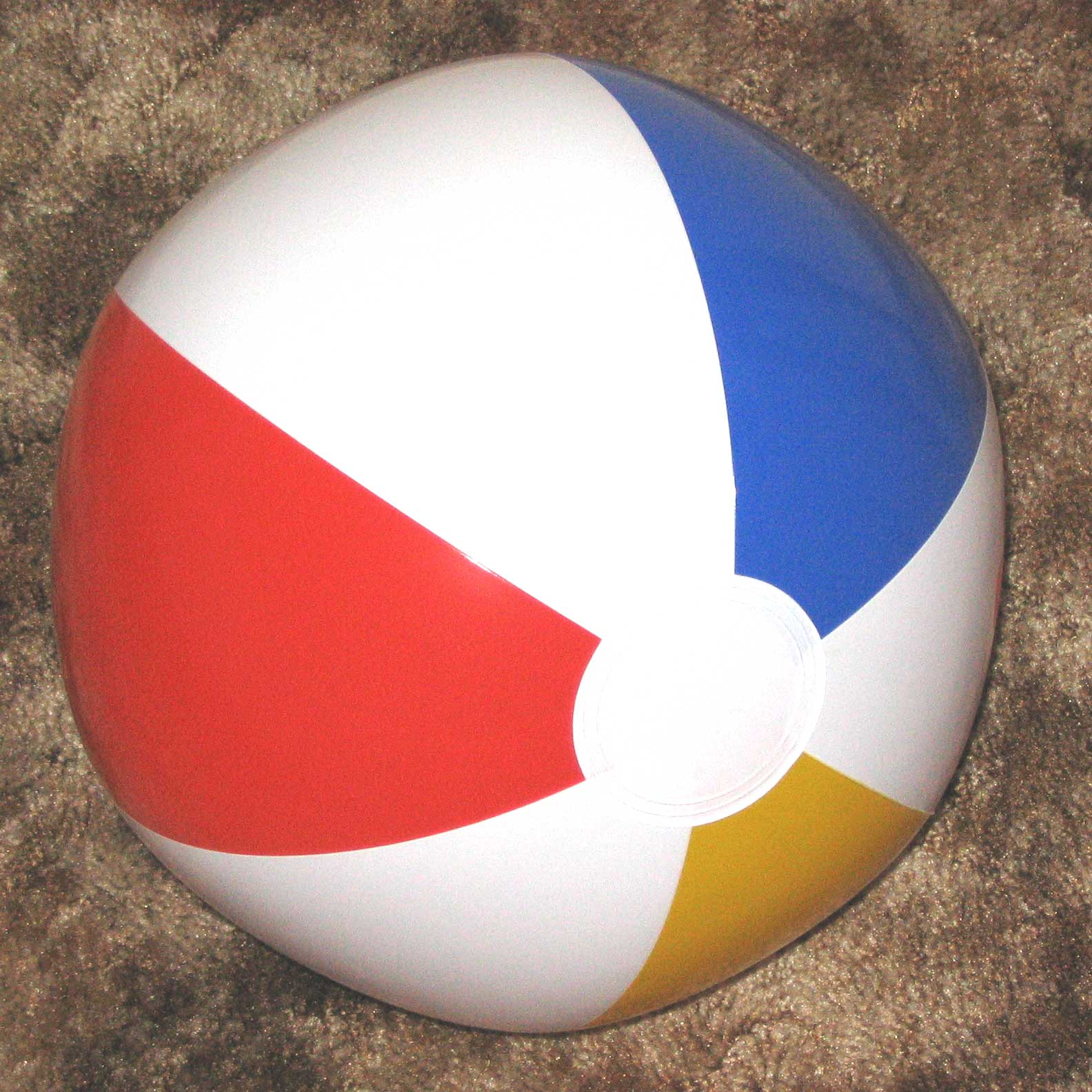
Această minge de plajă ar fi un hosoedru cu 6 fețe în formă de fusuri sferice dacă cele 2 petice albe de la poli ar fi îndepărtate

În matematică un poliedru sferic sau pavare sferică este o teselare a sferei în care suprafața ei este împărțită de arce de cercuri mari în regiuni mărginite numite poligoane sferice. O mare parte din teoria poliedrelor simetrice este prezentată mai convenabil în acest mod.
Cel mai cunoscut poliedru sferic este mingea de fotbal, gândită ca un icosaedru trunchiat sferic Următorul poliedru sferic cel mai popular este mingea de plajă, considerată drept hosoedru.
Unele cazuri „improprii” de poliedre, cum ar fi hosoedrele și dualele lor, diedrele, există ca poliedre sferice, dar analoagele lor cu fețe plane sunt degenerate. Exemplul de minge de plajă hexagonală, {2, 6}, este un hosoedru, iar {6, 2} este diedrul său dual.

## Istoric
Primele poliedre artificiale cunoscute sunt poliedrele sferice cioplire în piatră. Multe au fost găsite în Scoția și par să dateze din neolitic.
În secolul al X-lea savantul islamic Abū al-Wafā' Būzjānī (Abu'l Wafa) a scris primul studiu serios despre poliedrele sferice.
Acum două sute de ani, la începutul secolului al XIX-lea, Poinsot a folosit poliedre sferice pentru a descoperi cele patru poliedre stelate regulate.
La mijlocul secolului al XX-lea, Coxeter le-a folosit pentru a enumera toate poliedrele uniforme, cu excepția unuia, prin realizarea de caleidoscoape (construcția Wythoff).

## Exemple

Pavarea sferei cu triunghiuri sferice (icosaedru cu unele dintre triunghiurile sale sferice distorsionate)

Toate poliedrele regulate, semiregulate și dualele lor pot fi proiectate pe sferă sub formă de pavări:
| Simbol Schläfli              | {p,q} | t{p,q}   | r{p,q}   | t{q,p}  | {q,p} | rr{p,q}  | tr{p,q} | sr{p,q}    |
| Configurația vârfului        | pq    | q.2p.2p  | p.q.p.q  | p.2q.2q | qp    | q.4.p.4  | 4.2q.2p | 3.3.q.3.p  |
| ---------------------------- | ----- | -------- | -------- | ------- | ----- | -------- | ------- | ---------- |
| Simetrie tetraedrică (3 3 2) | 3     | 3.6.6    | 3.3.3.3  | 3.6.6   | 3     | 3.4.3.4  | 4.6.6   | 3.3.3.3.3  |
| Simetrie tetraedrică (3 3 2) | 3     | V3.6.6   | V3.3.3.3 | V3.6.6  | 3     | V3.4.3.4 | V4.6.6  | V3.3.3.3.3 |
| Simetrie octaedrică (4 3 2)  | 43    | 3.8.8    | 3.4.3.4  | 4.6.6   | 34    | 3.4.4.4  | 4.6.8   | 3.3.3.3.4  |
| Simetrie octaedrică (4 3 2)  | 43    | V3.8.8   | V3.4.3.4 | V4.6.6  | 34    | V3.4.4.4 | V4.6.8  | V3.3.3.3.4 |
| Simetrie icosaedrică (5 3 2) | 53    | 3.10.10  | 3.5.3.5  | 5.6.6   | 35    | 3.4.5.4  | 4.6.10  | 3.3.3.3.5  |
| Simetrie icosaedrică (5 3 2) | 53    | V3.10.10 | V3.5.3.5 | V5.6.6  | 35    | V3.4.5.4 | V4.6.10 | V3.3.3.3.5 |
| Exemplu diedral p=6 (2 2 6)  | 62    | 2.12.12  | 2.6.2.6  | 6.4.4   | 26    | 2.4.6.4  | 4.4.12  | 3.3.3.6    |

| n                    | 2 | 3 | 4 | 5 | 6 | 7 | 8 | 10 | ... |
| -------------------- | - | - | - | - | - | - | - | -- | --- |
| n-prismă (2 2 p)     |   |   |   |   |   |   |   |    | ... |
| n-bipiramidă (2 2 p) |   |   |   |   |   |   |   |    | ... |
| n-antiprismă         |   |   |   |   |   |   |   |    | ... |
| n-trapezoedru        |   |   |   |   |   |   |   |    | ... |

## Cazuri improprii
Pavările sferice permit cazuri care nu par poliedre, și anume, hosoedre (figuri ca {2,n}) și diedre (figuri ca {n,2}). În general, se folosesc hosoedre și diedre regulate.
| Spațiu            | Sferic                          | Sferic           | Sferic                            | Sferic                        | Sferic              | Sferic             | Sferic | Euclidian            |
| ----------------- | ------------------------------- | ---------------- | --------------------------------- | ----------------------------- | ------------------- | ------------------ | ------ | -------------------- |
| Denumirea pavării | (Monogonală) hosoedru henagonal | hosoedru digonal | (Triunghiulară) hosoedru trigonal | (Pătrată) hosoedru tetragonal | hosoedru pentagonal | hosoedru hexagonal | ...    | hosoedru apeirogonal |
| Imagine           |                                 |                  |                                   |                               |                     |                    | ...    |                      |
| Simbol Schläfli   | {2,1}                           | {2,2}            | {2,3}                             | {2,4}                         | {2,5}               | {2,6}              | ...    | {2,∞}                |
| Diagramă Coxeter  |                                 |                  |                                   |                               |                     |                    | ...    |                      |
| Fețe și laturi    | 1                               | 2                | 3                                 | 4                             | 5                   | 6                  | ...    | ∞                    |
| Vârfuri           | 2                               | 2                | 2                                 | 2                             | 2                   | 2                  | ...    | 2                    |
| Config. vârf      | 2                               | 2.2              | 23                                | 24                            | 25                  | 26                 | ...    | 2∞                   |

| Spațiu            | Sferic                       | Sferic                    | Sferic                              | Sferic                    | Sferic            | Sferic           | Sferic | Euclidian          |
| ----------------- | ---------------------------- | ------------------------- | ----------------------------------- | ------------------------- | ----------------- | ---------------- | ------ | ------------------ |
| Denumirea pavării | (Hengonală) Diedru monogonal | (Digonală) Diedru digonal | (Triunghiulară) Diedru triunghiular | (Pătratică) Diedru pătrat | Diedru pentagonal | Diedru hexagonal | ...    | Diedru apeirogonal |
| Imaginea pavării  |                              |                           |                                     |                           |                   |                  | ...    |                    |
| Simbol Schläfli   | {1,2}                        | {2,2}                     | {3,2}                               | {4,2}                     | {5,2}             | {6,2}            | ...    | {∞,2}              |
| Diagramă Coxeter  |                              |                           |                                     |                           |                   |                  | ...    |                    |
| Fețe              | 2 {1}                        | 2 {2}                     | 2 {3}                               | 2 {4}                     | 2 {5}             | 2 {6}            | ...    | 2 {∞}              |
| Laturi și vârfuri | 1                            | 2                         | 3                                   | 4                         | 5                 | 6                | ...    | ∞                  |
| Config. vârf      | 1.1                          | 2.2                       | 3.3                                 | 4.4                       | 5.5               | 6.6              | ...    | ∞.∞                |

## Relația cu pavările planului proiectiv
Poliedre sferice care au cel puțin o simetrie inversă sunt legate de poliedrele proiective⁠(d) (teselări ale planului proiectiv real⁠(d)) — așa cum sfera are o acoperire de 2 la 1 a planului proiectiv, poliedrele proiective corespund cu o acoperire dublă poliedrelor sferice care sunt simetrice față de centru.
Cele mai cunoscute exemple de poliedre proiective sunt poliedre proiective regulate, corespondentele poliedrelor platonice cu simetrie centrală, precum și două clase infinite de diedre și hosoedre:
- Hemicub, {4,3}/2
- Hemioctaedru, {3,4}/2
- Hemidodecaedru, {5,3}/2
- Hemiicosaedru, {3,5}/2
- Hemidiedru, {2p,2}/2, p>=1
- Hemihosoedru, {2,2p}/2, p>=1